# Byzantinisches Heerwesen
Das Byzantinische Heer stellte den Hauptteil der Streitkräfte des Byzantinischen Reiches dar und war eine der beiden Teilstreitkräfte, die andere war die Byzantinische Marine. Es stand in der Tradition des römischen Heeres und war aufgrund des Charakters des Reiches als Fortsetzung des Römischen Imperiums streng genommen wesensgleich mit ihm. Die militärischen Tugenden Roms wie Disziplin und effiziente Organisation wurden von der byzantinischen Armee vielfach in Ehren gehalten und machten sie während eines großen Teiles ihrer Existenz zu einer der effektivsten Streitmächte Europas und Asiens.

## Allgemeines
Die byzantinischen Landstreitkräfte waren eine Fortschreibung der Heere Roms, was sich notwendig daraus ergibt, dass das Byzantinische Reich den überlebenden Teil des Römischen Imperiums darstellte. Entsprechend entwickelte sich das oströmische Heer aus den Armeen der spätrömischen Zeit und passte sich im Laufe der Jahrhunderte sowohl den immer wieder wechselnden Gegebenheiten der Kriegführung als auch den immer neuen Gegnern an, die gegen die Reichsgrenzen anrannten. Gemessen an der Tatsache, dass Byzanz während seiner gesamten Geschichte fast ständig im Krieg stand, erwies sich seine Armee wenigstens bis zur Katastrophe des Vierten Kreuzzugs als erstaunlich effiziente Streitmacht, die trotz ihrer recht bescheidenen Größe durch Professionalität, Disziplin und geschicktes Taktieren, aber auch durch die Zuhilfenahme der Mittel der Diplomatie und der Staatskunst das Reich in der Regel gut zu schützen vermochte und sich auch in der Offensive gut schlug. In der Spätzeit dagegen waren der innere Zusammenhalt des Reiches und seine finanzielle Basis in einem Maße erschüttert, dass Byzanz sich kaum noch allein wehren konnte und lediglich noch hinhaltenden Widerstand zu leisten vermochte, bis es schließlich von den aufstrebenden Osmanen zerschlagen wurde.

## Fremde Soldaten und Söldner

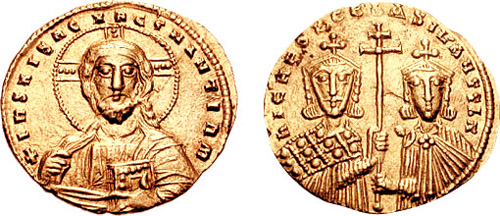
Goldmünze von Kaiser Basileios II., Gründer der Warägergarde

Während der 1123 Jahre seiner Geschichte von der Einweihung Konstantinopels am 11. Mai 330 bis zum Fall der Stadt am 29. Mai 1453 bediente sich das kaiserliche Heer Soldaten und Truppeneinheiten verschiedenster Herkunft. Häufig unterstützten diese Soldaten die regulären Heereseinheiten, zuweilen stellten sie den Hauptteil der Streitmacht dar. In guten Tagen zeugten die fremden Kämpfer von der Größe und dem Reichtum des Reiches, dessen Kaiser Krieger aus allen Teilen der Welt um sein Banner scharen konnte, in schlechten Zeiten dagegen illustrierten sie den schleichenden Verfall des Reiches.
Fremde Truppen waren in der spätrömischen Epoche als Foederaten (lateinisch für „Verbündete“) bekannt und behielten diese Bezeichnung im östlichen Reichsteil bis etwa ins 9. Jahrhundert in gräzisierter Form (Φοιδεράτοι oder phoideratoi), wobei sich der Charakter dieser Einheiten aber schon seit dem 6. Jahrhundert stark von ihren Ursprüngen entfernt hatte.
Später nannte man die reichsfremden Söldner Hetaireiai (Εταιρείαι, Gefährten), und viele von ihnen fanden Beschäftigung in der Kaiserlichen Garde. Diese war unterteilt in die Großen Gefährten (Μεγάλη Εταιρεία/Megale Hetaireia), die Mittleren Gefährten (Μέση Εταιρεία/Mese Hetaireia) und die Kleinen Gefährten (Μικρά Εταιρεία/Mikra Hetaireia), kommandiert von den entsprechenden Hetaireiarches. Die Aufteilung mag religiöse Gründe gehabt haben, zum Beispiel könnte nach christlichen Untertanen, christlichen Fremden und nichtchristlichen Fremden unterschieden worden sein.
In der Zeit der Komnenischen Dynastie konnten Söldnereinheiten einfach nach ihrer Volkszugehörigkeit eingeteilt und benannt werden, wie zum Beispiel Inglinoi (Engländer), Phragkoi (Franken), Skythikoi (Skythen), Latinkoi (Lateiner) usw. Sogar Äthiopier dienten unter Kaiser Theophilos in der Armee. Manche Söldnertruppen, ganz besonders die Skythikoi, wurden oftmals als Polizeitruppe eingesetzt, vorwiegend in Konstantinopel selbst.
Die bekannteste byzantinische Heereseinheit war zweifellos die Warägergarde. Sie geht auf ein Heer von 6.000 russischen bzw. warägischen Söldnern zurück, welche der Großfürst Wladimir im Jahr 988 dem bedrängten jungen Kaiser Basileios II. zur Hilfe im Bürgerkrieg sandte. Die überzeugende Kampfkraft der äxteschwingenden barbarischen Nordmänner und ihre durch hohen Sold gesicherte Loyalität ließ sie zur etablierten Elitetruppe aufsteigen, welche bald den Rang der kaiserlichen Leibgarde einnahm. Dies wird durch den Rang ihres Kommandanten illustriert, der den Titel Akolouthos (Ακόλουθος, Gefolgsmann des Kaisers) führte. Ursprünglich waren die Gardeangehörigen hauptsächlich Waräger, später dienten aber auch viele Skandinavier und Angelsachsen in ihr. Die Garde zeichnete sich unter anderem 1122 in der Schlacht von Beroia und 1167 in der Schlacht von Sirmium aus, in letzterer wurde das ungarische Heer völlig zersprengt. Vermutlich wurde sie nach der Katastrophe des Vierten Kreuzzuges 1204 aufgelöst, allerdings ist überliefert, dass die Garde zu den wenigen Einheiten zählte, die erfolgreich einen Teil Konstantinopels gegen die Eroberer halten konnten.

## Die Heere der spätantik-frühbyzantinischen Zeit
So wie das Byzantinische Reich (Βασιλεία Ρωμαίων/Basileia Romaion) eine direkte Fortsetzung des Römischen Reiches war, so entwickelte sich auch sein Heer aus der spätrömischen Armee: Die Armee hatte während des Prinzipats aus etwa dreißig Legionen bestanden, die entlang der Grenzen stationiert waren, zuzüglich der entsprechenden Hilfstruppenkontingente (auxilia). Überreste dieses alten Systems hielten sich bis in das 7. Jahrhundert, doch vollzogen sich um 300 mit Beginn der Spätantike tiefgreifende Wandlungen. Damals entstanden Strukturen, die die (ost-)römische Armee in den folgenden drei Jahrhunderten prägten.

### Die Heeresreformen unter Diokletian und Konstantin

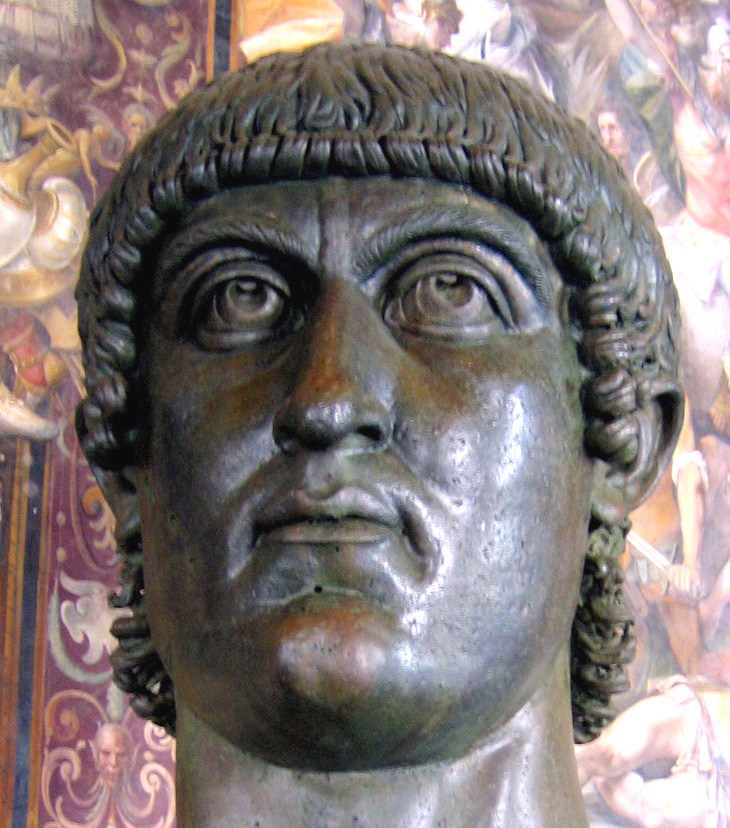
Kaiser Konstantin der Große

Die Ursprünge des östlichen Reichsteiles gehen auf das System der Tetrarchie (sehr selten auch Quadrumvirat genannt) zurück, das unter Kaiser Diokletian im Jahre 293 eingeführt wurde. Dieses System war recht kurzlebig, da sich Rivalitäten zwischen den Herrschern nach Diokletians Rücktritt 305 in fortgesetzten Bürgerkriegen entluden; doch das zugrunde liegende Prinzip des Mehrkaisertums hielt sich in der spätrömischen und byzantinischen Staatskunst noch lange.
Langlebiger war die Reorganisation des römischen Heerwesens, die Diokletian und nach ihm Konstantin der Große durchführten. Dabei griff man auf Ansätze aus der Zeit der Soldatenkaiser zurück. Das Heer wurde nun systematisch in zwei große Teile geteilt: die limitanei (Grenztruppen) und die comitatenses (Feldtruppen, Eliteeinheiten). Die Kavallerie wurde stark aufgewertet, obwohl die Infanterie weiterhin einen großen Teil der Streitkräfte bildete. Illustriert sei das an einem Heer, das Julian im Jahre 357 nahe Straßburg ins Feld führte und das angeblich aus 3.000 Reitern und 10.000 Fußsoldaten bestand. Die Bezeichnung „Legion“ für Infanteriegroßverbände blieb erhalten, und die Tradition der kaiserzeitlichen Truppenkörper wurde fortgesetzt, allerdings war eine Legion nur noch 1.000 Mann stark statt, wie vorher, 5.000 bis 6.000. Die Bedeutung der Kavallerie für die Kriegführung wuchs allerdings immer mehr, vor allem als nach Beginn der sogenannten Völkerwanderung um 375 die Mobilität der Truppen erhöht werden musste, und bis zur Zeit Justinians war auch ihr Anteil an der Gesamtstärke größer geworden. Zugleich führte dies dazu, dass die einzelnen Armeen nun nur noch ausnahmsweise mehr als 30.000 Mann umfassten, da die Versorgung berittener Einheiten stets ungleich aufwendiger ist als bei Fußsoldaten. Die Einführung des Steigbügels am Ende des 6. Jahrhunderts, der durch das Reitervolk der Awaren nach Europa gebracht wurde, sowie die Züchtung leistungsfähigerer Pferderassen in Persien zur selben Zeit, begünstigte den Aufstieg der schwerbewaffneten Panzerreiter zur Hauptwaffe der Armee.
Die limitanei waren nahe den Grenzen stationiert und besetzten die Kastelle am Limes, sofern vorhanden. Ihre Aufgabe bestand darin, kleinere Bedrohungen abzuwehren und den Vormarsch starker gegnerischer Verbände solange aufzuhalten, bis die Truppen des Feld- oder Bewegungsheeres, das sich gewöhnlich im Hinterland aufhielt, anrückten und sie vernichten konnten. Die Grenztruppen waren in der Regel schlechter ausgerüstet und entlohnt, während die gut ausgebildeten Soldaten des Bewegungsheeres viele Privilegien genossen. Die Unterschiede zwischen limitanei und comitatenses dürften allerdings geringer gewesen sein, als die ältere Forschung annahm.
Die Kavallerie stellte etwa ein Drittel der spätrömischen Einheiten, da die Stärke von Kavallerieeinheiten allerdings stets geringer war als die vergleichbarer Infanterieeinheiten, machte die tatsächliche Zahl der Kavalleristen nur etwa ein Viertel der Soldaten aus; sie verursachten aber die bei weitem größten Kosten. Etwa die Hälfte der Reiter war der schweren Kavallerie zuzurechnen, die unter verschiedenen Bezeichnungen firmierte, u. a. scutarii, promoti und stablesiani. Ihre Bewaffnung bestand meist aus Speer oder Lanze, dazu kam ein Schwert, gepanzert waren sie in der Regel mit Kettenpanzern. Einige besaßen Bögen, allerdings nicht für unabhängige Fernangriffe, sondern zum Unterstützen des Angriffs. In den Feldarmeen existierten außerdem die cataphracti oder clibanarii (s. o.), schwere Kavallerie mit Schockangriffsfähigkeit, die etwa 15 % der Reiter ausmachten. Daneben gab es berittene Bogenschützen (equites sagittarii) und mehrere Arten leichter Kavallerie. Leichte Infanterie war besonders unter den limitanei verbreitet, die viel Patrouillendienst leisten mussten. Die Infanterie der comitatenses ähnelte der traditionellen schweren Legionsinfanterie, mit Speer und Schwert bewaffnet und Kettenpanzer, Schilde und Helme tragend. Allerdings waren sie nicht mehr in den bisherigen Großverbänden der Legionen organisiert, sondern in kleineren Einheiten zu 1.000 bis 1.200 Mann, die verschiedene Bezeichnungen trugen (legio, auxilia oder einfach nur numerus). Jede dieser Einheiten wurde durch beigeordnete Abteilungen von Bogenschützen und Plänklern unterstützt. Falls erforderlich, konnte sich die schwere Infanterie eines Teiles ihrer Panzerung entledigen, wie es laut Zosimos während des Gotenkrieges in den 370er Jahren geschah. Jedes comitatenses-Regiment wurde von einem tribunus kommandiert und, wie vergleichbare Kavallerieeinheiten auch, mit einem anderen zu einer Art Brigade zusammengefasst, die von einem comes befehligt wurde. Diese Brigaden waren vermutlich nur taktische und strategische Einheiten, von einem zugeordneten Stab ist nichts überliefert. An der Spitze der einzelnen Heeresgruppen stand jeweils ein magister militum, der nur dem Kaiser unterstellt war. Anders als im Westen gelang es den Kaisern im Osten dabei in der Regel, diese mächtigen Generäle unter Kontrolle zu halten, denn während es in Westrom seit Stilicho einen obersten Heermeister gab, der den übrigen Befehle erteilen konnte und damit leicht zum faktischen Machthaber aufsteigen konnte, fehlte eine solche Einrichtung in Ostrom.
Von den limitanei dagegen ist wenig bekannt, da sie im Unterschied zum Feldheer in den literarischen Quellen kaum Beachtung fanden. Die alten Legionen, Kohorten und Alae der Kavallerie wurden ihnen zugeordnet, während gleichzeitig neue Einheiten geschaffen wurden (neue Legionen, auxilia und Vexillationes bei der Kavallerie). Vermutlich war die limitanei-Infanterie weniger schwer bewaffnet als die Fußtruppen des Bewegungsheeres, allerdings gibt es dafür keinen schlüssigen Beweis. Sie wurden meist geringer entlohnt als die comitatenses und standortnah rekrutiert, entsprechend waren sie wohl von geringerer Qualität. Andererseits standen sie beständig im Grenzgebiet und damit am Feind, was ihnen mehr Gelegenheit gab, Kampferfahrung zu sammeln, wenigstens was den ständigen Kleinkrieg anging. Auf organisierten Feldzügen, bei Belagerungen und in großen Schlachten war diese Erfahrung vermutlich weniger wert, diese Aufgaben blieben größtenteils dem Bewegungsheer vorbehalten. Bemerkenswert ist allerdings, dass limitanei durchaus auch in das Feldheer integriert werden konnten.
Die kaiserlichen Leibgarden dieser Zeit waren unter dem Namen Scholae bekannt, genauer Schola Protectores Domestici oder auch als Obsequium (lat. „Gehorsam, Gefolgschaft“). Sie bildeten die persönliche Leibwache des Kaisers und ersetzten die von Konstantin dem Großen 312 aufgelösten Prätorianer. Nachdem diese Garde zu einer reinen Paradetruppe geworden war, schuf Kaiser Leo I. um 460 als Ersatz die neue Einheit der excubitores.
Die Legionen des späten vierten Jahrhunderts hatten mit denen früherer Zeiten zunehmend wenig gemein, lediglich die Tradition der Einheiten und die Namen blieben erhalten. Nach der Niederlage von Adrianopel 378 wurde die Rüstung der Infanterie nochmals leichter, um die Beweglichkeit zu erhöhen. Die Legionen bestanden ab dem 5. Jahrhundert zu einem nicht unerheblichen Teil, oft auch ganz, aus berittenen Truppen und waren viel kleiner als die traditionelle Legion früherer Zeiten. Meist bewegte sich ihre Stärke, wie gesagt, um 1000 Mann; die Spur der traditionellen Legionen der Kaiserzeit, deren Tradition sie fortführten, verliert sich dann um das Jahr 600 endgültig.

### Die Armee Justinians und seiner Nachfolger
Auch nachdem sich die weströmische Armee um 470 faktisch aufgelöst hatte, behielt man im Osten noch etwa 150 Jahre lang die bewährte spätantike Heeresorganisation bei. In die Zeit des späten 5. Jahrhunderts fielen mehrere Revolten, die die militärischen Ressourcen des Reiches erheblich banden. Ostrom war auch daher darum bemüht, seine äußeren Feinde mit Geldzahlungen (die nicht immer, aber oft als Tribute zu verstehen sind) ruhig zu halten. Anders als Westrom überstand Ostrom bzw. Byzanz die Wirren des 5. Jahrhunderts insgesamt erstaunlich gut, wobei allerdings von einiger Bedeutung war, dass der große Feind Ostroms, das neupersische Sassanidenreich (siehe Römisch-Persische Kriege), zwischen 387 und 502 zumeist still hielt. 468 war man stark genug, um einen großen Feldzug gegen das Vandalenreich durchzuführen, der allerdings katastrophal scheiterte.
Während der Herrschaft Kaiser Justinians (527–565) wurde das oströmische Feldheer um 550 unter Beibehaltung der älteren Grundstrukturen weiter in kleinere, aber professionelle und gut ausgerüstete Truppen unterteilt. Im Unterschied zu früheren Zeiten wurden die Einheiten der Foederaten nun nicht mehr ausschließlich aus Barbaren eines Stammesverbandes gebildet, sondern enthielten sowohl barbarische Freiwillige als auch römische Soldaten. Im Wesentlichen bestand die Armee aus Söldnern aus aller Herren Länder, wie gehabt war sie in Grenz- und Feldtruppen unterteilt; es gab daneben aber auch noch Aushebungen, und auf den Versuch, sich dem Militärdienst zu entziehen, standen schwere Strafen. Prinzipiell war der Soldatenberuf nun (wie viele andere auch) erblich. Bei den Grenztruppen dominierten numerii von 200 bis 400 Mann Stärke, die von einem tribunus kommandiert wurden; sie waren über die Provinzen verstreut und in jeder Stadt präsent. Die Einheiten des Feldheeres bestanden vorwiegend aus Kavalleristen, meist leichte Foederaten-Reiterei gemischt mit schweren cataphracti. Nach den Erfahrungen mit den Hunnen und Sassaniden kamen nun auch im oströmischen Heer verstärkt berittene Bogenschützen, equites sagittarii bzw. hippo-toxotai, zum Einsatz und bewährten sich bei den Feldzügen in Afrika und Italien offenbar sehr gut. Ein zentraler Baustein der Armee war auch unter Justinian das Konzept des beweglichen comitatus im Unterschied zu den Grenztruppen. Die Feldherren hoben zudem auf eigene Rechnung Truppen aus, die dann auch ihnen gegenüber loyal waren, weswegen mächtige Generäle vom Kaiser automatisch als Bedrohung angesehen wurden – ganz besonders Belisar fiel diesem Misstrauen von Seiten Justinians zum Opfer. Jeder Feldherr besaß traditionell eine persönliche Leibgarde, die bucellarii, die etwa den Prätorianern altrömischer Generäle entsprachen, aber als Söldner auch bisweilen meuterten.
Es war Justinians Feldherren möglich, Nordafrika, Italien und Südspanien zurückzuerobern, solange an der persischen Grenze Frieden herrschte. Für diese Territorien wurden neue magistri militum ernannt; das Kommando des Heermeisters des Orients wurde geteilt und ein eigener magister militum per Armeniam eingesetzt. Damit gab es nun insgesamt acht reguläre Heermeister (sowie einige weitere magistri militum vacantes ohne eigene Heeresgruppe). Die Zahl der limitanei an der Persergrenze wurde erhöht. Die Armee erwies sich aber dennoch als zu schwach, um die weit ausgedehnten Grenzen zu verteidigen, sobald der Frieden im Orient nicht mehr gewährleistet war, und so ging Italien bald nach Justinians Tod ab 568 zum größeren Teil an die Langobarden verloren.
Die kaiserliche Infanterie war zwar nach wie vor nicht bedeutungslos, doch die Kavallerie dominierte nun das Geschehen, nicht zuletzt deshalb, weil der Hauptgegner Ostroms das Sassanidenreich war, dessen Armeen traditionell starke Kavallerieverbände beinhalteten. Der schier endlose Krieg an der persischen Grenze wurde hauptsächlich aus dem Schutz starker Festungsgürtel geführt, Kleinkrieg und Hinterhalte waren auf beiden Seiten an der Tagesordnung, aber es fanden ebenso größere Feldschlachten statt. Die Berufssoldaten besaßen einen hohen Ausbildungsstand und begünstigten fortgeschrittene Taktiken in größeren Gefechten. Wie auch die Sassaniden taten sich die oströmischen Kavalleristen mit der Reiterei der Steppennomaden schwer und kopierten ihre Taktik teilweise, sie kannten den vorgetäuschten Rückzug und legten hohen Wert auf gut ausgebildete berittene Bogenschützen. Nach Ansicht vieler moderner Forscher dienten in Justinians Heer zwar etwa 300.000 Mann – so viele wie Jahrhunderte zuvor unter Augustus. Mit der Zeit erwies es sich aber als zunehmend unmöglich, das an vielen Fronten bedrohte Reich mit dieser Armee zu schützen, und mit dem ständigen Druck an der persischen Grenze entglitt ganz besonders der Balkan immer mehr der Kontrolle des Reiches. Justinians Heer war noch ganz den Prinzipien der diokletianisch-konstantinischen Ordnung verpflichtet; doch seine Nachfolger sahen sich zunehmend veranlasst, weiter gehende militärische Reformen durchzuführen. Durch diese verlor die oströmische Armee schrittweise ihren spätantiken Charakter. Bemerkenswert ist dabei allerdings, dass man, wie Theophylaktos Simokates bezeugt, im Heer noch in den 590er Jahren an der lateinischen Sprache festhielt – selbst an der Perserfront hielten damals oströmische Feldherrn wie Priskos noch lateinische Ansprachen vor den Truppen (Th. Sim. 6,7,9).
Kaiser Maurikios (582–602) vermochte mit dem unter seiner Herrschaft (und angeblich von ihm selbst) verfassten Strategikon Perspektiven für die Zukunft des Heerwesens aufzuzeigen und die außenpolitische Lage kurzfristig zu stabilisieren. Durch seinen Sturz wurde jedoch die Umsetzung des Strategikon verzögert, während das Reich in Chaos und Anarchie versank. Die lokalen Militärgouverneure im Westen, die Exarchen von Italien und Afrika (die Exarchate waren um 585 eingerichtet worden), konnten gegen die Feinde nicht viel unternehmen, ihre Truppen waren gerade stark genug für die Defensive, aber mit einem organisierten Gegner meist überfordert. Dabei war Nordafrika mit seinen weiten Ebenen von der oströmischen Kavallerie relativ leicht zu kontrollieren, im dichtbesiedelten Italien war die Lage ganz anders. Lokale patricii versuchten hier, das Land von ausgewählten Garnisonsstädten aus unter Kontrolle zu halten; sie hatten ihre Sitze in Rom, Neapel und Rimini (hier hatte ein dux das Kommando), erwiesen sich aber als zu schwach, um die Langobarden aufzuhalten, da Konstantinopel kaum Truppen entsenden konnte. Ein fünfter Patrizier kontrollierte Sizilien, das wegen seiner Insellage relativ sicher war. Die Städte Italiens unterhielten daneben lokale Milizen, und mit dem Nachlassen der imperialen Kontrolle standen sie bald zunehmend auf eigenen Füßen, ganz besonders Rom unter der Herrschaft des Papstes.
Mit dem gleichzeitigen Hereinbrechen der Slawen, Awaren und Sassaniden im frühen 7. Jahrhundert wurde das Oströmische Reich an den Rand des Untergangs gedrängt, und nur die dreifachen Mauern Konstantinopels bewahrten es vor dem Schlimmsten. Durch mehrere Feldzüge im feindlichen Hinterland konnte Kaiser Herakleios (610–641) die Awaren abwehren, die sassanidischen Perser im Bündnis mit den Türken zum Frieden zwingen und den status quo ante 628/30 wiederherstellen, allerdings hatten sich die beiden traditionell rivalisierenden Großreiche dabei derart verausgabt, dass die ab 632 vorrückenden Araber schließlich leichtes Spiel hatten (siehe Islamische Expansion). Gleichzeitig fiel der Balkan den vorrückenden Slawen und Bulgaren zum Opfer, und allein seiner Zähigkeit und der Festigkeit der Mauern der Hauptstadt verdankte Ostrom bzw. Byzanz seinen Fortbestand. Es gelang den kaiserlichen Streitkräften zwar, die stark ausgebaute Donaulinie noch für einige Zeit zu verteidigen. Im Westen jedoch, im Bereich des heutigen Serbien und Bosnien, klaffte ein Loch, durch das die Slawen ungehindert hindurchströmten und nach und nach auf dem ganzen Balkan Fuß fassten, so dass die Aufrechterhaltung der Donauverteidigung schließlich sinnlos wurde.
Mit dem Verlust Ägyptens und Syriens sowie eines großen Teiles des Balkans endete die spätantik-frühbyzantinische Zeit, und die Armee, die Diokletian und Konstantin geschaffen hatten, endete mit ihr. Denn Byzanz konnte nicht länger auf die Ressourcen dieser reichsten seiner Provinzen zurückgreifen und musste nun ums nackte Überleben kämpfen. Die geschlagenen Armeen zogen sich nach Kleinasien zurück und wurden reorganisiert, das Amt des magister militum verschwand, und auch das Lateinische wurde als Kommandosprache durch Griechisch ersetzt.

## Heere der mittelbyzantinischen Zeit

### Die Themenordnung

Die Themen in den 750er Jahren

Mit der Arabischen Eroberung sah sich Byzanz mit einer völlig neuen Herausforderung konfrontiert, der Verlust der syrischen und ägyptischen Provinzen bedeutete einen erheblichen Einschnitt in Finanzkraft und Rekrutierungspotential. Doch die Umsetzung der im Strategikon angedachten Reformen durch Herakleios und seine Nachfolger vermochten Byzanz für die Herausforderungen der arabischen Bedrohung zu wappnen. Vor allem die Einführung der Wehrpflicht war eine Maßnahme von großer Tragweite, die entscheidend zur Stabilisierung beitrug. Die Armee war stark genug, Kleinasien leidlich gegen den übermächtigen Gegner zu verteidigen, und der Marine gelang es auch mit Hilfe des Griechischen Feuers, die ständigen Angriffe über das Meer mit der Zeit zu unterbinden. Auch wenn das byzantinische Kleinasien von der Armee gehalten werden konnte, bedeutete das nicht, dass das Land tatsächlich sicher war – die Pässe über das Taurusgebirge waren in arabischer Hand und ermöglichten den jährlichen Einfall feindlicher Heerscharen, die weniger auf Eroberung als auf Beute aus waren. Das kaiserliche Heer war nicht annähernd stark genug, diese Gegner zur offenen Schlacht zu stellen, und man verließ sich auf ein Netz von Befestigungen und lokalen Milizen, um ihre Bewegungsfreiheit einzuschränken und das Beutemachen zu erschweren. Auch aus dieser Taktik heraus entstand die neue Heeres- und Verwaltungsordnung der Themen.
Die Einführung der Themenordnung wurde in der älteren Forschung oft Kaiser Herakleios zugesprochen, der genaue Zeitpunkt ist aber unsicher und die heutige Forschung geht von einem späteren Zeitpunkt aus. Die Themen (θέματα) ersetzten die bisherigen Provinzen und wurden von einem Strategen (στρατηγός) verwaltet, der sowohl militärische als auch zivile Amtsgewalt besaß. Dieses System war bereits in der Spätantike zuweilen verwendet worden (siehe Exarchat), wurde nun aber auf das ganze Reich ausgedehnt. Die fünf ursprünglichen Themen befanden sich alle in Kleinasien und wurden hauptsächlich geschaffen, um sich der Angriffe der Araber zu erwehren, die damals bereits Syrien und Ägypten unterworfen hatten und regelmäßig in die kleinasiatischen Besitzungen des Reiches einfielen. Sehr wahrscheinlich handelte es sich bei ihnen zunächst um die Rückzugsräume der geschlagenen Armeen der Heermeister des Orients (gr. Anatolé), Armeniens und Thrakiens sowie der Gardetruppen (obsequium) und der Flotte. Das Amt des magister militum verschwand nun, und die einst von den Heermeistern kommandierten Truppen übernahmen wohl den Schutz der jeweiligen Gebiete Kleinasiens. Dieses aus der Not geborene System wurde in der Folgezeit geordnet. Innerhalb eines jeden Themas wurde wehrfähigen Männern Land zugeteilt, mit dessen Erträgen sie ihre Familien ernähren und ihre Ausrüstung bezahlen konnten (πρόνοια).
Die fünf Ur-Themen im Einzelnen waren:
- Armeniakon (Αρμενιακόν), errichtet um die einstige Armee des magister militum per Armeniam und spätestens unter Justinian II. eingerichtet. Es umfasste das östliche Kleinasien von Kappadokien bis zum Schwarzen Meer und dem Euphrat.
- Anatolikon (Ανατολικόν), aus der einstigen Armee des magister militum per Orientem geschaffen. Es umfasste die byzantinischen Besitzungen im zentralen und südöstlichen Anatolien.
- Thrakesion (Θρακήσιον), um die ehemalige Armee des magister militum per Thracias errichtet. Es umfasste das südwestliche Kleinasien um Ionien.
- Opsikion (Οψίκιον), errichtet um das obsequium, zuvor eine comitatenses-Armee zur Begleitung des Kaisers. Es umfasste Bithynien und Paphlagonien.
- Karabisiánon (Καραβησιάνων), das sogenannte Seethema oder Schiffsthema, das mit dem Unterhalt der Flotte und der Abwehr arabischer Angriffe betraut war. Es befand sich in Pamphylien und auf Rhodos.

Die Soldaten der ersten vier Themen dienten im Heer, während das fünfte Thema Karabisianon seine Mannschaften der Flotte zur Verfügung stellte. Der Bau von Kriegsschiffen wurde allerdings wegen der dabei entstehenden hohen Kosten vom kaiserlichen Schatzamt subventioniert. Bald nach Einführung der Themenordnung im Osten wurde das neue System auch auf die westlichen Reichsteile ausgedehnt.

Themeneinteilung um 950

Infolge von Aufständen abtrünniger Strategen, welche durch die große Ausdehnung der Themen begünstigt wurden, zerlegte man die ursprünglichen fünf Themen unter der Herrschaft von Leon dem Isaurier, Theophilos und Leon dem Weisen in immer kleinere Gebiete und teilte das Kommando über die in den Themen stationierten Einheiten unter verschiedenen turmai auf. Die Kaiser der Makedonischen Dynastie setzten dieses System fort, indem sie in zurückeroberten Gebieten lieber neue Themen schufen, als alte zu vergrößern. Zur Zeit der Entstehung von De Thematibus im 10. Jahrhundert zählte Kaiser Konstantin Porphyrogennetos immerhin 28 Themen.
Sizilien war 905 zu Beginn der Herrschaft Konstantins VII. vollständig von den vorrückenden Sarazenen erobert worden, Zypern wurde in einem Kondominium mit dem Abbasiden-Kalifat verwaltet, eine erstaunlich zivilisierte Lösung für die damalige Zeit, bis es von Nikephoros Phokas 965 zurückerobert wurde. Konstantinopel selbst unterstand der Amtsgewalt eines Eparchen, dessen Amtsbezeichnung in alten Tagen praefectus urbi (Stadtpräfekt) gelautet hatte, zusätzlich wurde die Stadt von den kaiserlichen tagmata und diversen Polizeikräften geschützt.
Unter der Führung der lokalen strategoi befehligten die turmachai zwei bis vier Abteilungen Soldaten, genannt turmai, mit dem dazugehörigen Land. Unter ihnen standen die drungaroi mit Unterabteilungen, die den Namen droungoi trugen, jede etwa 1000 Mann stark. Im Feld wurden diese Einheiten weiter in sogenannte banda mit einer Nominalstärke von 300 Mann unterteilt, zuweilen umfassten sie aber auch viel weniger Männer (bis zu 50). Der Sinn dieser zahlreichen Unterteilungen war wieder die Erschwerung von Revolten innerhalb des Militärs.
In ihrer Qualität waren die thematischen Einheiten, die meist nur lokal eingesetzt wurden und aus semiprofessionellen Kämpfern bestanden, den kaiserlichen Eliteregimentern unterlegen, sowohl in Sachen Ausbildung als auch bei der Ausrüstung. Ihre Stärke lag in ihrer großen Zahl und ihrer schnellen Verfügbarkeit und Ersetzbarkeit, so dass Bedrohungen schnell begegnet werden konnte. Im Falle einer Niederlage waren Verluste leichter auszugleichen, und die Themeneinheiten besaßen zudem den Vorteil der Ortskenntnis. Das System funktionierte besonders gut gegen die ständig wiederkehrenden arabischen und sonstigen Plünderzüge, die durch die große Zahl von lokalen Milizeinheiten stark in ihrer Bewegungsfreiheit eingeschränkt wurden und ständig damit rechnen mussten, abgeschnitten zu werden.
In der Offensive war die Themenordnung nicht so erfolgreich, da die Wehrbauern dann ihre Höfe und damit ihre Lebensgrundlage im Stich lassen mussten, was lokalen Großgrundbesitzern Gelegenheit gab, brachliegende Höfe aufzukaufen – der schleichende Verfall, der auch schon der römischen Republik tausend Jahre zuvor schlecht bekommen war, wiederholte sich. Byzantinische Feldarmeen dieser Zeit bestanden zum großen Teil aus zusammengefassten Themeneinheiten, verstärkt um die Tagmata als Rückgrat und kaiserliche Leibgarde, und konnten beachtliche Schlagkraft entfalten. Das gilt ganz besonders für die Phase der byzantinischen Reconquista im 10. und 11. Jahrhundert gegen desorganisierte arabische Staaten, allerdings wurde das Reich dadurch auch gefährlich überdehnt und die Katastrophe der Schlacht bei Manzikert im Jahr 1071 erst möglich gemacht.
Die folgende Tabelle zeigt die Themenstruktur am Beispiel des Themas Thrakesion, etwa 902–936.
| Name           | Unt. Soldaten | Unt. Einheiten             | Komm. Offizier |
| -------------- | ------------- | -------------------------- | -------------- |
| Themata        | 9.600         | 4 Merẽ                     | Strategos      |
| Turma, Meros   | 2.400         | 6 Drungi                   | Turmarch       |
| Drungus        | 400           | 2 Banda                    | Drungarios     |
| Bandum         | 200           | 2 „Centuria“               | Comes          |
| „Zenturie“     | 100           | 10 „Contubernia“           | Hekatontarch   |
|                | 50            | 5 „Contubernia“            | Pentekontarch  |
| „Contubernium“ | 10            | 1 „Vorhut“* + 1 „Nachhut“* | Dekarch        |
| „Vorhut“*      | 5             | n/a                        | Pentarch       |
| „Nachhut“*     | 4             | n/a                        | Tetrarch       |

- Anmerkung: Die Termini sind latinisiert, und die Termini in Anführungszeichen sind Übertragungen aus dem römischen Legionssystems oder * direkte Übersetzungen.[1]

Das Themensystem machte während der gesamten mittelbyzantinischen Zeit einen schleichenden Verfall durch, der hauptsächlich durch immer stärkere Feudalisierungstendenzen innerhalb des Reiches ausgelöst wurde. Ehrgeizige lokale Großgrundbesitzer, ganz besonders in Grenzgebieten fern der kaiserlichen Kontrolle, nutzten ihre Macht aus und begannen, ihre Besitzungen auf Kosten der Wehrbauern zu erweitern, was auf lange Sicht die Streitkräfte schwächte. An die Stelle der dem Kaiser loyalen Regimenter aus freien Wehrbauern traten immer stärker Einheiten, die sich aus von den Großgrundbesitzern abhängigen Männern zusammensetzten, sowie in immer stärkerem Maße Söldner. Im selben Maße wurde die kaiserliche Zentralverwaltung durch lokale Strukturen ersetzt, was wiederum die Kontrolle Konstantinopels über weite Teile des Reiches schwächte, und die Latifundienbesitzer konnten es an Macht bald mit dem Kaiser selbst aufnehmen, was immer wieder Revolten und Bürgerkriege heraufbeschwor. Trotz vieler Versuche der kaiserlichen Zentralgewalt, dieser Tendenz entgegenzuwirken, verstärkte sie sich immer mehr, bis dem Themensystem der Boden entzogen war. Nach der katastrophalen Niederlage in der Schlacht bei Manzikert und dem damit einhergehenden weitgehenden Verlust Kleinasiens konnte das Themensystem nicht mehr gehalten werden, an seine Stelle trat das Pronoia-System und die stärker zentralisierte Armee der Komnenenzeit, in welchen sich die Feudalisierung noch stärker breitmachte, um in den Reichen im Exil nach 1204 ihren Höhepunkt zu finden.

### Die Kaiserlichen Tagmata
Hauptartikel: Tagma (Einheit)
Die tagmata (τάγματα, „Brigaden“) waren das stehende Heer des Reiches und waren für gewöhnlich in oder um Konstantinopel herum stationiert, in späteren Zeiten sandten sie Detachements an die Reichsgrenzen. Die Überreste von Diokletians Heeressystem wurden mit der Einführung der Themenordnung zu den ersten Tagmata, etwa gleichzeitig wurden einige der Tagmata in gesellschaftliche Clubs für einflussreiche Adelige in der Hauptstadt verwandelt, andere widmeten sich Polizei- oder Feuerwehraufgaben in Konstantinopel. Zum Beispiel wird von Justinian behauptet, er habe sich den Scherz erlaubt, eine dieser Einheiten, die Scholae, zum Spaß auf die Liste der aktiven Einheiten zu setzen – und habe damit eine Panik unter den in ihr dienenden Angehörigen der Oberschicht ausgelöst, die kein Verlangen nach einem wirklichen Feldzug verspürten, sondern die Sicherheit Konstantinopels vorzogen.
Nach den ersten Aufständen thematischer Einheiten lernten die Kaiser den Wert einer loyalen und professionellen Kernarmee schnell schätzen, und die Tagmata wurden einer eigenen Behörde unterstellt und zu Eliteeinheiten umgewandelt, sie blieben bis zum Ende des Reiches bestehen.
Die vier berühmtesten Tagmata, in der Reihenfolge ihres Rufes, waren:
- Scholae (Σχολαί), „die Schuler“, die direkten Nachfolger der von Konstantin ins Leben gerufenen Kaiserlichen Leibgarde
- Excubiti oder Excubitores (Εξκούβιτοι), „die Wächter“, von Kaiser Leo I. aufgestellt
- Arithmos (Αριθμός), die „Zahlen“, auch genannt Vigla (Βίγλα), „die Wache“, vermutlich im späten 5. oder frühen 6. Jahrhundert gegründet
- Hikanatoi (Ικανάτοι), „die Fähigen“, aufgestellt von Kaiser Nikephoros II. Phokas

Alle diese Garderegimenter waren Kavallerieeinheiten, die jeweils 1000 bis 6000 Mann stark waren, eine Stärke von 4000 darf als Standard angenommen werden. Die Numeroi (Νούμεροι), „die Badehausjungs“ (so genannt wegen ihrer Stationierung in der Stadt), die Optimatoi (Οπτιμάτοι), „die Besten“, und die tagma ton Teikhon (Τειχών), „die von den Mauern“, waren Infanterie-Tagma. Die Vigla und die Numeroi versahen regelmäßig Polizeidienst in Konstantinopel, während die tagma ton Teikhon, wie der Name nahelegt, die Theodosianische Mauer bemannte und generell für die Verteidigung der Hauptstadt verantwortlich war.
Zu diesen mehr oder weniger langlebigen und stabilen Einheiten traten noch einige mit kürzerer Lebensdauer, häufig persönliche Leibregimenter verschiedener Kaiser. Michael II. stellte die Tessarakontarioi auf, eine spezielle Marineinfanterieeinheit, und Johannes Tzimiskes schuf die Athanatoi (Αθάνατοι), „die Unsterblichen“, deren Name zweifellos von der Leibgarde des persischen Großkönigs der klassischen Antike inspiriert war.
Die Tagmata-Regimenter wurden von einem domestikos befehligt, mit einem topoteretes als Stellvertreter, bis auf die Vigla, die von einem drungarios kommandiert wurde. Der Domestikos ton Scholon, Befehlshaber des Scholae-Regimentes, gewann mit der Zeit an Bedeutung, bis er zum Ende des 10. Jahrhunderts den höchstrangigen Offizier darstellte.
Neben dem Hauptzweck, der Unterdrückung potentieller Rebellionen, hatten die Tagmata noch andere Aufgaben. Sie waren mobiler als die lokalen Themen-Einheiten und stellten auf größeren Unternehmungen das Rückgrat der Armee. Wie die thematischen Truppen auch, finanzierten sich die Soldaten der Tagmata meist von ihnen zugewiesenem Land. Allerdings war es bei ihnen gang und gäbe, das entsprechende Landstück zu verpachten, damit sie nicht so sehr davon abhängig waren, was sie beweglicher machte als die lokalen Miliztruppen, die auch ihren Besitz verteidigten und ihn nicht allein lassen konnten.
In der folgenden Tabelle ist die interne Struktur des Tagma-Regiments Scholae für den Zeitraum zwischen 902 und 936 dargestellt.
| Them. Äquivalent | Name             | Unt. Soldaten | Unt. Einheiten             | Komm. Offizier |
| ---------------- | ---------------- | ------------- | -------------------------- | -------------- |
| Themata          | Tagmata          | 4.000         | 2 Merẽ                     | Domestikos     |
| Turma, Meros     | - keine Angabe - | 2.000         | 2 Drungi                   | Topoteretae    |
| Drungus          | Drungus          | 1.000         | 5 Banda                    | Drungarios     |
| Bandum           | Bandum           | 200           | 2 „Centuria“               | Comes          |
| „Zenturie“       |                  | 100           | 10 „Contubernia“           | Hekatontarch   |
| „Contubernium“   |                  | 10            | 1 „Vorhut“* + 1 „Nachhut“* | Dekarch        |
| „Vorhut“*        |                  | 5             | - keine Angabe -           | Pentarch       |
| „Nachhut“*       |                  | 4             | - keine Angabe -           | Tetrarch       |

- Anmerkung: Auf Banda-Ebene folgten thematische und Tagma-Einheiten derselben Hierarchie, mit Ausnahme der Pentecontarches. Termini in Anführungszeichen sind Übertragungen aus dem römischen Legionssystem oder * direkte Übersetzungen.[1]

## Truppentypen

### Kataphraktoi und Klibanophoroi
Das Wort Kataphrakt (vom griechischen κατάφρακτος, kataphraktos) bezeichnete bei den Griechen und später auch bei den lateinisch sprechenden Völkern die schwere Kavallerie. Der ursprüngliche Kataphrakt war ein schwerbewaffneter und gepanzerter Kavallerist und wurde von den Tagen der Klassischen Antike bis ins Hochmittelalter verwendet und stetig weiterentwickelt.
Anfangs bezog sich die Bezeichnung allein auf den schweren Panzer für Pferd und Reiter, später bezeichnete sie den Krieger selbst. Schon die Römer bedienten sich dieser Waffengattung, vor allem an der Grenze zu Persien mit seinen hauptsächlich aus Kavallerie bestehenden Heeren. Daran sollte sich bis zur Arabischen Eroberung nur wenig ändern. Die Kataphrakten standen in dem Ruf, kampfstark und diszipliniert zu sein und bildeten vom Ende der Völkerwanderung bis zum Ende der Makedonischen Dynastie das Rückgrat der Kavallerie, oft auch des ganzen Heeres. Mit der Einführung des Steigbügels nach der Völkerwanderung änderte sich der Charakter der Kataphraktoi, die nun auch die Fähigkeit zum Schockangriff besaßen. Sowohl Pferd als auch Reiter trugen schweren Panzerschutz und die Reiter waren mit Bögen, Lanzen, Keulen und Schwertern bewaffnet. Der für die schweren Reiter typische Panzer war oft der Klibanion, und auch die Panzerschabracken der Rösser bestanden aus einem ähnlichen Material. Ihre Geschwindigkeit war gemessen an der leichter Kavallerie eher gering, aber erfolgreiche Angriffe wirkten vernichtend, ganz besonders unter der Führung des Generals und späteren Kaisers Nikephoros Phokas.
Schwerstgepanzerte Reiter trugen die Bezeichnung klibanophoroi. Diese tauchten erstmals in der Frühzeit des Reiches auf und wurden ab Mittelbyzantinischer Zeit als Elitetruppe neu aufgestellt. Schon ihre bloße Präsenz auf dem Schlachtfeld entschied manches Gefecht im Voraus. Einem massierten Angriff der Klibanophoroi konnte nur sehr disziplinierte und gut geführte Infanterie standhalten. Allerdings war der Kostenfaktor für diese hochgerüsteten und professionellen Krieger erheblich.

### Kavallerie

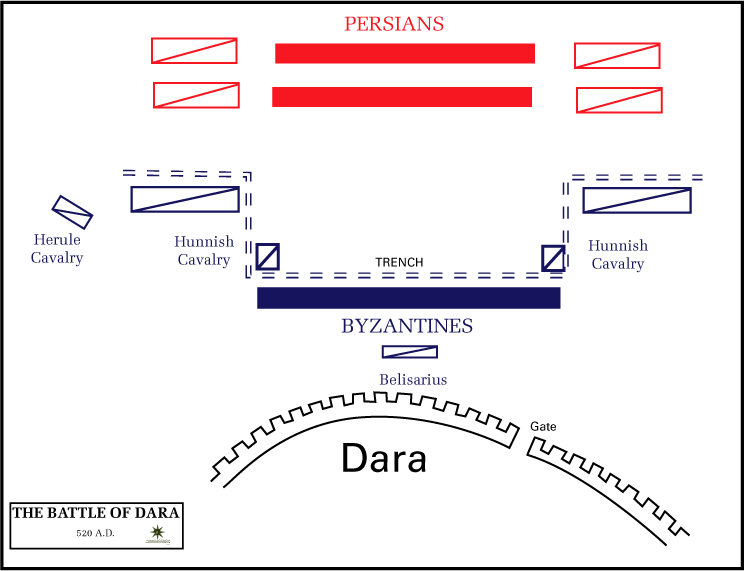
Aufstellung der Heere in der Schlacht bei Dara (530), wo Belisar auch verschiedene fremde Truppen zum Einsatz brachte, unter anderem Hunnen.

Die byzantinische Kavallerie stand in dem Ruf, eine disziplinierte und kampferprobte Truppe zu sein. In der Regel waren sie mit Bögen, Lanzen und Schwertern bewaffnet und gut für den Einsatz in den Steppen Anatoliens und des nördlichen Syrien geeignet, wo seit der Arabischen Eroberung ein großer Teil der Feldzüge stattfanden. Sie war mehrheitlich nicht so schwer bewaffnet und gepanzert wie die westlichen Ritter und entwickelten kein so ausgeprägtes Standesbewusstsein, waren aber effektiv gegen die Truppen der Araber und Turkvölker im Osten sowie die Ungarn und Petschenegen im Westen. Wie diese Nachbarn unterhielt Byzanz Abteilungen berittener Bogenschützen und nahm auch stets Söldner in Dienst, die solche Fertigkeiten mitbrachten, besonders Türken, Hunnen und Petschenegen sind hier hervorzuheben.

### Infanterie
Die Militärtradition des Reiches hat ihren Ursprung in der spätrömischen Periode, und zu seiner Infanterie gehörten stets auch Berufssoldaten. Die Bedeutung der Fußtruppen schwankte während der Geschichte des Reiches, unter Basileios II. zum Beispiel war Schwere Infanterie ein wichtiger Bestandteil des Heeres. Diese Truppen waren in der Regel mit Kettenpanzern oder Klibanion geschützt, trugen tropfenförmige Normannenschilde und waren mit Schwertern, Lanzen und Äxten bewaffnet. Unter militärisch kompetenten Kaisern wie Basileios II., Nikephoros Phokas oder Johannes Tzimiskes zählte sie zu den besten Fußtruppen der damaligen Zeit. Im Laufe der Reichsgeschichte ließ die Qualität der Fußtruppen aber immer weiter nach, zumal der Hauptteil der militärischen Ressourcen zum Unterhalt der Schweren Kavallerie verwendet wurde.

### Bogenschützen
Die Bogenschützen Byzanz’ orientierten sich an den Vorbildern ihrer östlichen Gegner, die oftmals stark auf Bögen setzten. Wie diese hatten sie Zugriff auf den überlegenen Kompositbogen, der die byzantinischen Schützen zu gefährlichen Gegnern machte. Es gab verschiedene Ausformungen, von den verbreiteten psiloi bis hin zu den bekannten Trapezunter Bogenschützen von der Schwarzmeerküste. Im Gegensatz zu Westeuropa spielten Armbrüste kaum eine Rolle, obwohl die Byzantiner sie zweifellos kannten und auch benutzten.

## Taktik, Strategie und Infrastruktur
Seit der arabischen Eroberung war Byzanz seinen aggressiven Nachbarn sowohl zahlenmäßig als auch in der Verfügbarkeit strategischer Ressourcen (Nahrungsmittel, Waffen, Ausrüstung etc.) meistens unterlegen, und es war sich dieser Nachteile wohl bewusst. Die Kaiser und Heerführer trugen dem durch entsprechende Taktiken und Strategien Rechnung und verstanden es auch, ihre Streitkräften durch sekundäre Faktoren Vorteile zu verschaffen. Dabei ist an erster Stelle die überlegene Verwaltung und Infrastruktur zu nennen, die eine Bündelung der knappen Ressourcen erlaubte. Das Wege- und Straßennetz des Reiches zum Beispiel war zwar längst nicht so gut wie das des römischen Imperiums, aber gemessen an den Nachbarländern immer noch wohl gepflegt und ausgebaut. Die Streitkräfte konnten außerdem auf ein engmaschiges Netzwerk von Befestigungen und Nachschublagern zurückgreifen, das sich aus der Themenverfassung ganz von selbst ergab. Wichtigster Faktor war allerdings eine zur damaligen Zeit unerreichte Disziplin und Strategie, welche den byzantinischen Heeren Vorteile verschafften. Das spiegelt sich zum Beispiel darin wider, dass die Armeen feststehende Marschordnungen einhielten und befestigte Feld- und Marschlager zu errichten verstanden, die den klassischen römischen Vorbildern kaum nachstanden, sie lassen sich militärischen Traktaten des 10. und 11. Jahrhunderts entnehmen. So waren die kaiserlichen Heere in der Lage, die volle Bandbreite besonders der defensiven Kriegführung auszuschöpfen und mit Verzögerungs- und Hinhaltetaktiken sowie Hinterhalten und Kleinkrieg auch einen überlegenen Gegner zum Rückzug zu zwingen. Man baute häufig auf eine Kombination aus Zermürbungstaktik und dem Abschneiden von Nachschubrouten, ein anderes beliebtes Kalkül bestand darin, den Gegner hinzuhalten, bis ihn schlechtes Wetter oder ausbrechende Seuchen zum Rückzug zwangen oder seine Vernichtung ermöglichten. Entscheidungsschlachten waren selten, da die byzantinischen Heerführer nur ungern den Verlust ohnehin schon knapper Soldaten und Ausrüstungsgegenstände riskierten. War eine Schlacht aber doch einmal erforderlich, tat man alles, um die eigenen Chancen zu verbessern.
Die byzantinische Belagerungskunst stand der der Araber und anderer zeitgenössischer Völker nicht nach, und neben den üblichen Belagerungswaffen hatten sie als einzige auch Zugriff auf Griechisches Feuer. Obwohl die byzantinischen Heere meistens in der Defensive standen, hatten auch sie oftmals Festungen einzunehmen, ganz besonders in der Phase der Rückeroberung im 9. bis 11. Jahrhundert. Im späten Mittelalter verfiel die Belagerungskunst, wie auch die Kriegstechnik überhaupt, da das Reich kaum mehr fähig war, sich selbst zu verteidigen. Es ist eine Ironie des Schicksals, dass der Geschützmeister, welcher Mehmed II. Fatih die entscheidende Waffe zur Überwindung der Stadtmauer Konstantinopels lieferte, nur kurze Zeit vorher bei Konstantin XI. vorgesprochen hatte, der sich seine Dienste aber nicht leisten konnte.

## Das Heer in der Komnenenzeit

### Aufbau und Erfolge

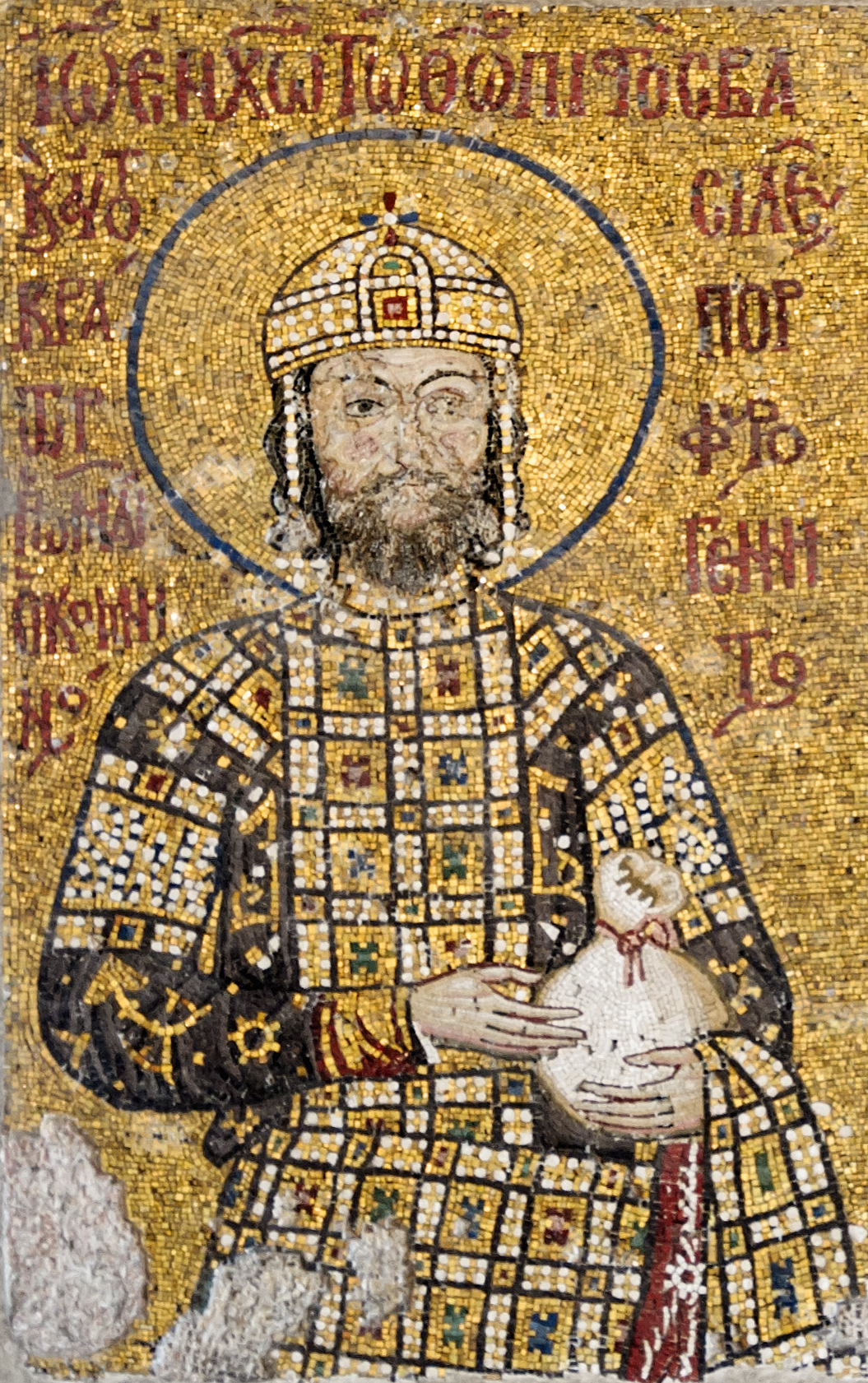
Kaiser Johannes II. Komnenos war berühmt für seine Fähigkeiten als Heerführer und führte viele erfolgreiche Belagerungen durch. Unter seiner Herrschaft eroberte das Reich zahlreiche Gebiete von den Türken zurück

Zu Beginn der Herrschaft der Komnenen, im Jahr 1081, war das Reich auf das kleinste Gebiet in seiner bisherigen Geschichte reduziert worden. Umgeben von Feinden und durch eine Serie von Bürgerkriegen finanziell ruiniert, waren die Aussichten alles andere als rosig. Das bewährte Themensystem ließ sich unter diesen Umständen, zusammen mit den Veränderungen in der byzantinischen Gesellschaft auch durch den Verlust Anatoliens, nicht länger beibehalten. Durch eine Kombination aus Entschlossenheit, Fähigkeit und jahrelangen Feldzügen gelang es jedoch Alexios Komnenos, die Macht des Reiches zum Großteil wiederherzustellen, indem er eine von Grund auf neue Armee aufbaute. Sie zeichnete sich durch Professionalität und Disziplin aus und umfasste so herausragende Einheiten wie die bereits erwähnte Warägergarde und die Unsterblichen (schwere Kavallerie), die in Konstantinopel stationiert waren, sowie zahlreiche Milizeinheiten aus der Provinz. Zu letzteren zählten auch Kataphrakten aus Makedonien, Thessalien und Thrakien, sowie verschiedene regionale Einheiten aus Gebieten Kleinasiens, etwa von der Schwarzmeerküste.
Unter Johannes II. wurde eine makedonische Division unterhalten, und neue Truppen aus Reichsbürgern wurden in den Provinzen ausgehoben. Als das byzantinische Kleinasien unter Johannes und Manuel I. zu blühen begann, kamen mehr Soldaten aus den asiatischen Reichsteilen Neokastra, Paphlagonien und sogar Seleucia im Südosten hinzu. Soldaten mussten auch von besiegten Völkern gestellt werden, wie den Petschenegen (berittene Bogenschützen) und den Serben, welche auch als Siedler in Nikomedia angesiedelt wurden. Truppenteile aus Reichsuntertanen wurden in regulären Einheiten zusammengefasst und sowohl in Asien als auch in Europa stationiert. Hinzu traten oftmals Hilfskontingente aus Antiochia, Serbien oder Ungarn, aber auch so betrug der Anteil der Byzantiner an der Armee meist etwa zwei Drittel der Gesamtstärke, während Fremde das restliche Drittel ausmachten. Infanterie, Kavallerie und Bogenschützen wurden zu Gruppen zusammengefasst, die sich nach dem Prinzip der verbundenen Waffen gegenseitig unterstützten.
Diese Armee der Komnenenkaiser war eine hocheffiziente und hervorragend ausgebildete Streitmacht, die in Ägypten, Ungarn, Italien und sogar Palästina kämpfte. Allerdings besaß die neue Streitmacht gegenüber den traditionellen byzantinischen Armeen einen entscheidenden Nachteil: sie war nach Vorgaben westlicher Kriegskunst gestaltet und besaß nicht mehr die überlegene Disziplin, welche in früheren Zeiten den kaiserlichen Heeren oftmals den entscheidenden Vorteil verschafft hatten. Ohne diesen Faktor war das byzantinische Heer seinen Gegnern nur noch gleichwertig, nicht mehr überlegen. Als eine weitere Schwäche erwies sich die Tatsache, dass ihr effektiver Einsatz wie so vieles im Reich der Komnenendynastie von der Person des Herrschers und seinen Fähigkeiten abhing, der ihren Einsatz lenkte. Unter starken Kaisern wie Alexeios, Johannes II. und Manuel (etwa 1081–1180) konnte das Heer das Reich ohne weiteres schützen, so dass Handel, Wandel und Kultur aufblühten. Wie man noch sehen wird, war das Verschwinden der kompetenten Komnenenkaiser ganz wesentlich dafür verantwortlich, dass die Effizienz der Armee zunehmend schwand, wodurch das Reich in einer entscheidenden Phase fast ungeschützt dastand. Dies gab dem Byzanz der mittelbyzantinischen Zeit letztendlich den Todesstoß.

### Pronoiai
Diese Art von Truppen ist eng mit der Komnenenzeit verbunden und begann im 12. Jahrhundert aufzutauchen, besonders während der Regierungszeit von Manuel I. (1143–1180). Diese Soldaten erhielten statt Sold ein Stück Land, waren aber keine Wehrbauern wie in der alten Themenordnung der mittelbyzantinischen Zeit. Das Pronoiai-System entwickelte sich zu einer Art Steuerpächtertum, das von den innerhalb der Grenzen des zugewiesenen Landstriches lebenden Bürgern (paroikoi) die Steuern einzog und einen Teil davon als Entlohnung behielt. Zuweilen werden die Pronoiai mit westlichen Rittern verglichen, die ebenfalls sowohl Krieger als auch Landesherren waren, und in der Tat nahmen zu dieser Zeit die Feudalisierungstendenzen innerhalb des Reiches auch unter westlichem Einfluss stark zu. Im Unterschied zu den Rittern war der Eigentümer des den Pronoiai zugeteilten Landes allerdings immer noch der Kaiser. Pronoiai-Truppen waren gewöhnlich Kavalleristen und glichen in ihrer Bewaffnung und Ausrüstung stark den westlichen Rittern, mit Lanzen, Schwertern und Panzerung für Ross und Reiter. Mit den schwindenden finanziellen Möglichkeiten des Reiches nach 1204 nahm die Zahl der Pronoiai immer mehr zu, ganz besonders im Kaiserreich Nikaia.

### Verfall unter den Angeloi

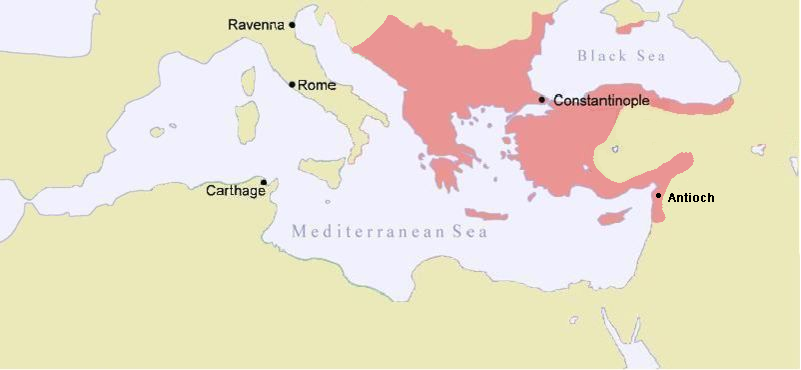
Karte des Byzantinischen Reiches unter Manuel Komnenos, um 1180

Als 1185 der Kaiser Andronikos I. Komnenos starb, starb die Dynastie der Komnenen mit ihm, die im Verlauf von hundert Jahren eine Reihe fähiger Heerführer als Kaiser hervorgebracht hatte. Sie wurden durch die Angeloi beerbt, denen nachgesagt wird, die erfolgloseste Dynastie gewesen zu sein, die je den Kaiserthron innehatte.
Das byzantinische Heer war zu diesem Zeitpunkt stark zentralisiert, der Kaiser sammelte die Streitkräfte und führte sie persönlich gegen den Feind. Generäle wurden an der kurzen Leine gehalten, und das ganze Reich blickte auf Konstantinopel, woher die Anweisungen und Entlohnungen kamen. Mit der Untätigkeit und Unfähigkeit der Angeloi führte das schnell zum Zusammenbruch der Streitkräfte, sowohl zur See wie auch an Land. Umgeben von einer Heerschar von Sklaven, Mätressen und Speichelleckern, überließen die Kaiser die Verwaltung des Reiches unfähigen Günstlingen, während sie die den Provinzen und der Hauptstadt abgepressten Steuergelder mit kostspieligen Bauvorhaben und großzügigen Geschenken an die Kirchen und Klöster verschleuderten. Selbst die so sprichwörtlich wohlgefüllten Schatzkammern von Byzanz machten das nicht lange mit, und die Offiziere wurden so nachlässig, dass das Reich praktisch schutzlos dastand. Zusammen begründeten diese Faktoren den finanziellen Ruin des Reiches.
Die Feinde Byzanz’ verloren keine Zeit und nutzten die neue Situation aus. Im Osten fielen die Türken ein und zehrten das byzantinische Kleinasien auf, während sich im Westen Serben und Ungarn endgültig vom Reich lösten, und in Bulgarien führte die alles erdrückende Besteuerung durch das Kaiserhaus zur Rebellion, aus der das Zweite Bulgarische Reich hervorging und zum Schutz Konstantinopels wichtige Gebiete an sich riss. Die Angeloi versuchten die Krise mit diplomatischen Mitteln zu lösen, während die Bulgaren wichtige Städte an sich rissen, und die byzantinische Autorität war stark geschwächt worden. Das wachsende Machtvakuum beschleunigte den Verfallsprozess, und in der Provinz gewannen lokale Adelige stark an Gewicht, was den Einfluss der Zentralgewalt weiter schwächte. Dies wiederum wirkte sich ungünstig auf die Streitkräfte aus, die von der Rekrutierung und Führung durch die lokalen Adeligen abhingen, und weite Teile des Reiches begannen der Kontrolle der Zentralgewalt in Konstantinopel zu entgleiten.

## Analyse des militärischen Zusammenbruches

### Strukturelle Schwächen
In dieser Situation des Niederganges wurde offenbar, dass der Zerfall der althergebrachten Themenordnung einer der maßgeblichen Faktoren für den Verfall war. Einer seiner Vorteile war die zahlenmäßige Stärke der Verbände gewesen, die sie zuließ. Es wird geschätzt, dass ein byzantinisches Feldheer unter Manuel I. Komnenos bis zu 40.000 Soldaten umfasste, jedoch gibt es Hinweise, dass das Themensystem noch weitaus stärkere Armeen zuließ und das Reich mit einer großen Zahl von Kämpfern versorgte. Die Streitkräfte des Themas Thrakesion allein zum Beispiel sollen im 10. Jahrhundert bis zu 10.000 Mann stark gewesen sein (s. o.). Außerdem waren die thematischen Streitkräfte in den Provinzen stationiert gewesen, und ihre größere Unabhängigkeit vom Oberkommando erlaubte eine schnellere Abwehr lokaler Bedrohungen. Diese Faktoren zusammen ergaben eine weitaus größere Tiefe der Verteidigung.
Ein weiterer Nachteil war die insgesamt gesunkene Qualität der einzelnen Soldaten wie auch der kämpfenden Einheiten selbst, dies spiegelte sich vor allem in einem Niedergang der Disziplin wider. So effizient die Komnenenarmee auch im Kampf sein mochte, sie hatte den Vorteil der überlegenen Disziplin verloren, welche den byzantinischen Feldarmeen früherer Tage gegenüber den mittelalterlichen Heeren der Gegner viele Vorteile verschafft hatte. Dazu kam der Wegfall der Infrastruktur der Themen mit seinen Befestigungen und Lagern, aber auch mit der Möglichkeit, Verluste schnell auszugleichen.
Der andere entscheidende Vorteil des alten Systems war seine Kostengünstigkeit. Es erlaubte, für relativ wenig Geld eine große Zahl an Männern zu bewaffnen und auszubilden. Durch den Zusammenbruch dieses Systems wurden die Heere auf lange Sicht teurer, was die Zahl der Soldaten reduzierte, die der Kaiser unter Waffen halten konnte. Durch den Reichtum und die diplomatische Finesse der Komnenenkaiser, zusammen mit ihren Führerqualitäten und ihrer ständigen Beschäftigung mit militärischen Problemen, waren diese Nachteile weitgehend ausgeglichen worden. Ohne diese Vorteile aber traten die Schwächen des neuen Systems zutage, und als die Angeloi die Streitkräfte zu vernachlässigen begannen, war es nicht mehr weit bis zum völligen Zusammenbruch. Der Höhe- und Endpunkt des Niederganges der byzantinischen Armee war am 13. April 1204 erreicht, als die Soldaten des Vierten Kreuzzuges Konstantinopel erstürmten und erbarmungslos plünderten. Das Byzantinische Reich stürzte, und mit dem Verlust seiner Haupteinkommensquelle sollte es sich nie wieder ganz erholen.

### Zusammenfassung
Das Problem ist also nicht darin zu suchen, dass die komnenische Armee weniger effektiv war als die Themenarmeen zuvor, ihre Erfolgsrate bei größeren Feldzügen war etwa gleich. Die Schwierigkeiten ergaben sich aus ihrer geringeren Stärke und größeren Zentralisierung, die ein höheres Maß an Führungs- und Verwaltungskompetenz erforderte als die ältere Heeresordnung. Unter guten Heerführern war das kein Problem, schlechte Generäle dagegen stellten die Effizienz der Armee in Frage. Die größere Flexibilität und Widerstandskraft der Themenarmee erwies sich als struktureller Vorteil, den die Berufsarmee der Komnenen nicht besaß.
Aus den oben genannten Gründen kann man zu dem Schluss kommen, dass das Ende der Themenordnung dem Reich großen Schaden zufügte. Allerdings war der Niedergang des Themensystems, wie oben ausgeführt, keine Entscheidung, die leichten Herzens getroffen wurde, vielmehr wurde sie sowohl durch innere als auch durch äußere Ursachen mit begründet und ließ sich durch die Entwicklung begründet kaum vermeiden. Obwohl es Jahrhunderte dauerte, bis es offenbar wurde, war eine der stärksten Stützen des byzantinischen Staates weggefallen. Entsprechend waren nicht die Streitkräfte selbst direkt für den Niedergang des Reiches verantwortlich, sondern das System, mit dem sie ausgerüstet und geführt wurden. Ohne die starken staatlichen Strukturen der Verwaltung und Verteidigung, die es Byzanz ermöglicht hatten, die Stürme der Völkerwanderung und des Arabersturmes zu überleben, konnte es sich nicht auf Dauer behaupten. Durch die Konzentration von Verantwortung auf den Kaiser hing zu viel von seiner Person ab, was die Verwundbarkeit Byzanz’ erhöhte und letztendlich seinen Sturz herbeiführte.

## Heere der Exilreiche und der Palaiologen

Karte des Reiches um 1270. Nach der Katastrophe von 1204 und der Plünderung und Besetzung Konstantinopels durch die Kreuzfahrer verlor Byzanz seine Großmachtstellung und konnte in Folge nicht wieder an die alte Größe anknüpfen

Nach der traumatischen Katastrophe von 1204 versuchten die Kaiser von Nicaea, das von den Komnenen etablierte System fortzusetzen. Trotz der militärischen Erfolge gegen andere Exilreiche und das Lateinische Kaiserreich, denen mit der Rückeroberung Konstantinopels die Restauration des Byzantinischen Reiches von 1261 folgte, konnte das Reich nie wieder über den Reichtum, die Ländereien und die erforderlichen Männer verfügen, die den Komnenen und ihren Vorgängern zu Gebote gestanden hatten. Entsprechend waren die Streitkräfte beständig knapp bei Kasse und die militärische Schlagkraft äußerst beschränkt. Nach dem Tode von Michael VIII. um 1282 gewannen Söldnerkompanien wie die berüchtigte Katalanische Kompanie, die bestenfalls als unzuverlässig angesehen werden konnten, stark an Einfluss und bildeten einen großen Teil der verbleibenden Streitkräfte. Dies wurde etwa Kaiser Michael IX. zum Verhängnis, der während seiner Regierungszeit (1294/95 bis 1320) mehrere Schlachten gerade auch deswegen verlor, weil ihn seine Söldner im Stich ließen. Nach einer zwischenzeitlichen Erholung unter Andronikos III. (1328 bis 1341) verlor das Reich in mehreren anschließenden Bürgerkriegen nach und nach seine territoriale Basis. Benachbarte Mächte, insbesondere Serben und Osmanen, machten sich die byzantinischen Wirren zu Nutze. Sie stellten Söldner für die eine oder andere Bürgerkriegspartei und rissen schließlich die eingenommenen Städte und Gebiete an sich. Ab etwa den 1380er Jahren umfasste das Byzantinische Reich nur noch wenig mehr als die Hauptstadt selbst, das halbautonome Despotat Morea auf dem Peloponnes sowie zeitweilig die Stadt Thessaloniki samt Umland.
Beim Fall von Konstantinopel am 29. Mai 1453 zählten die byzantinischen Verteidiger gerade 7.000 Kämpfer, von denen 2.000 fremde Söldner waren. Gegen das Heer von 85.000 Osmanen, welche die Stadt belagerten, hatten sie kaum Aussicht auf Erfolg. Die Verteidiger hielten den Angriffen der Janitscharen stand, und nach Angaben beider Seiten standen die Angreifer kurz davor, sich zurückzuziehen, als ein genuesischer Befehlshaber, Giovanni Giustiniani, der mit seinen Männern für einen Teil der Verteidigung zuständig war, schwer verwundet wurde und sein Abtransport aus der Kampfzone eine Panik unter den Verteidigern auslöste. Viele der Italiener, die von Giustani selbst besoldet wurden, flohen vom Schlachtfeld, als sie ihren Anführer fallen sahen. Einige Historiker und auch die offizielle türkische Version berichten von einem unverschlossenen Tor im Blachernenviertel, der Kerkoporta, durch das die Osmanen in die Stadt eindrangen, aber andere Berichte sprechen davon, dass dieser Einbruch abgeriegelt werden konnte. Die verbliebenen Verteidiger wurden überwältigt, und Kaiser Konstantin XI. Dragases selbst stellte sich mit dem Rest seiner Männer den eindringenden Feinden entgegen. Als er sah, dass alles verloren war, schleuderte er die kaiserlichen Insignien von sich und stürzte sich ins dichteste Kampfgewühl. Manche behaupten, er sei nie wieder gesehen worden, andere erzählen, man habe seinen Leichnam mit Hilfe der kaiserlichen Purpurstiefel identifizieren können. Der Fall der Hauptstadt markierte auch das Ende des tausendjährigen Byzanz. Mit ihm war auch die byzantinische Armee, direkte Nachfolgerin der römischen Heere, am Ende.

## Byzantinische Militärphilosophie
Trotz ihrer Bedeutung als Verteidigerin des orthodoxen Christentums gegen Muslime und Katholiken ist zu bemerken, dass sich in Byzanz keine Ideologie des Heiligen Krieges entwickelte, die Kreuzzug oder Dschihad vergleichbar gewesen wäre. Den Byzantinern, die oft genug Opfer dieser Phänomene wurden, erschienen sie wie eine krasse Vergewaltigung der heiligen Schriften und wie eine billige Ausrede für Plünderzüge und Zerstörung. Sowohl die Kaiser selbst als auch die Generäle und Soldaten sahen den Krieg generell als ein Versagen der Regierungskunst und Diplomatie an, das es zu vermeiden galt, wann immer es möglich war – wenig erstaunlich, wenn man wie Byzanz beständig von Feinden umgeben war. Entsprechend vermied das Reich Kriege, wann immer es konnte, und zahlte lieber Tribut oder löste das Problem diplomatisch, wenn es angebracht war. Lediglich Verteidigungskriege oder Rachefeldzüge waren als gerecht zu betrachten, und die Byzantiner nahmen an, dass Gott selbst sie dabei schützen würde. Lediglich die Kriege des Herakleios gegen die Perser im 7. Jahrhundert, Teile des Abwehrkampfes gegen die Araber und die Feldzüge von Nikephoros Phokas und seinen Nachfolgern Johannes Tsimiskes und Basileios II. erhielten einen religiösen Anstrich, der mit dem Konzept eines Heiligen Krieges vergleichbar war.

## Bedeutende Schlachten der byzantinischen Armeen

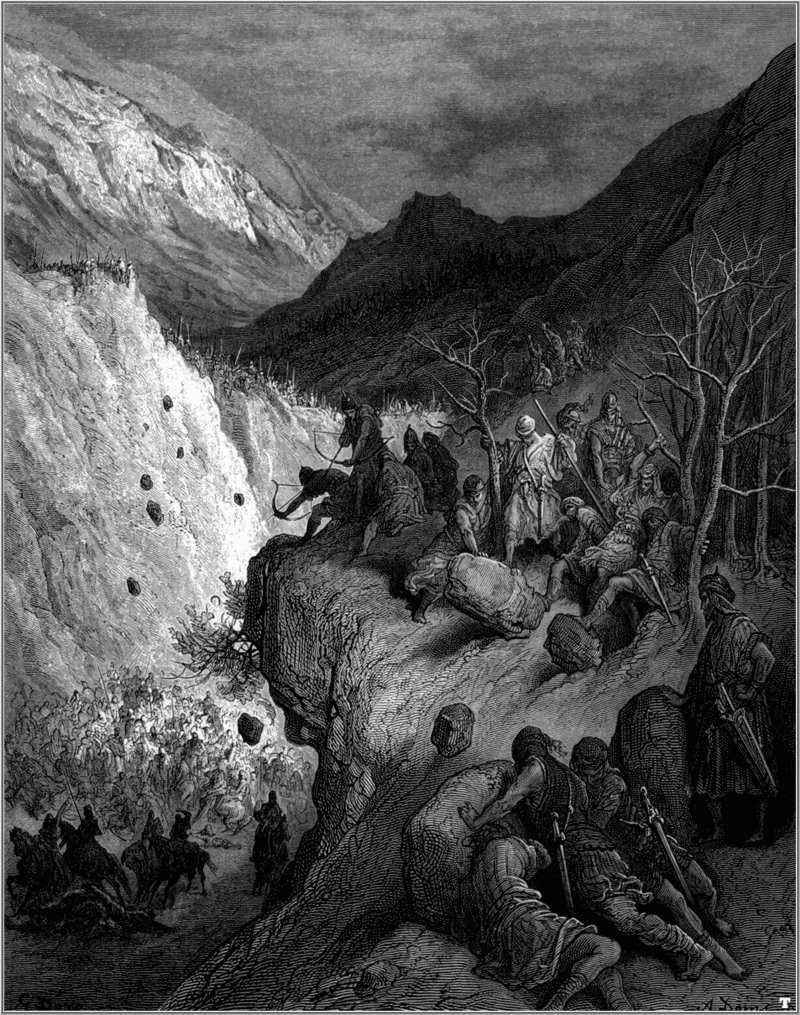
Diese Zeichnung von Gustave Doré zeigt den türkischen Hinterhalt in der Schlacht bei Myriokephalon (1176)

### Frühbyzantinische Zeit
- Schlacht bei Tricamarum (533)
- Schlacht von Busta Gallorum (552)
- Schlacht bei Ninive (627)
- Schlacht am Jarmuk (636)
- Schlacht von Karthago (698)
- Belagerung von Konstantinopel (674–678)
- Schlacht von Anchialos (708)
- Belagerung von Konstantinopel (717–718)

### Mittelbyzantinische Zeit
- Schlacht am Warbiza-Pass (811)
- Schlacht von Bulgarophygon (896)
- Schlacht von Acheloj (o. Anchialos) (917)
- Eroberung von Kreta (961)
- Schlacht von Kleidion (1014)
- Schlacht bei Manzikert (1071)
- Schlacht von Dyrrhachium (1081)
- Schlacht von Levunion (1091)
- Belagerung von Nicäa (1097)
- Schlacht von Sirmium (1167)
- Schlacht bei Myriokephalon (1176)
- Eroberung von Konstantinopel (1204)

### Spätbyzantinische Zeit
- Schlacht bei Pelagonia (1259)
- Eroberung von Konstantinopel (1453)